# Masonita

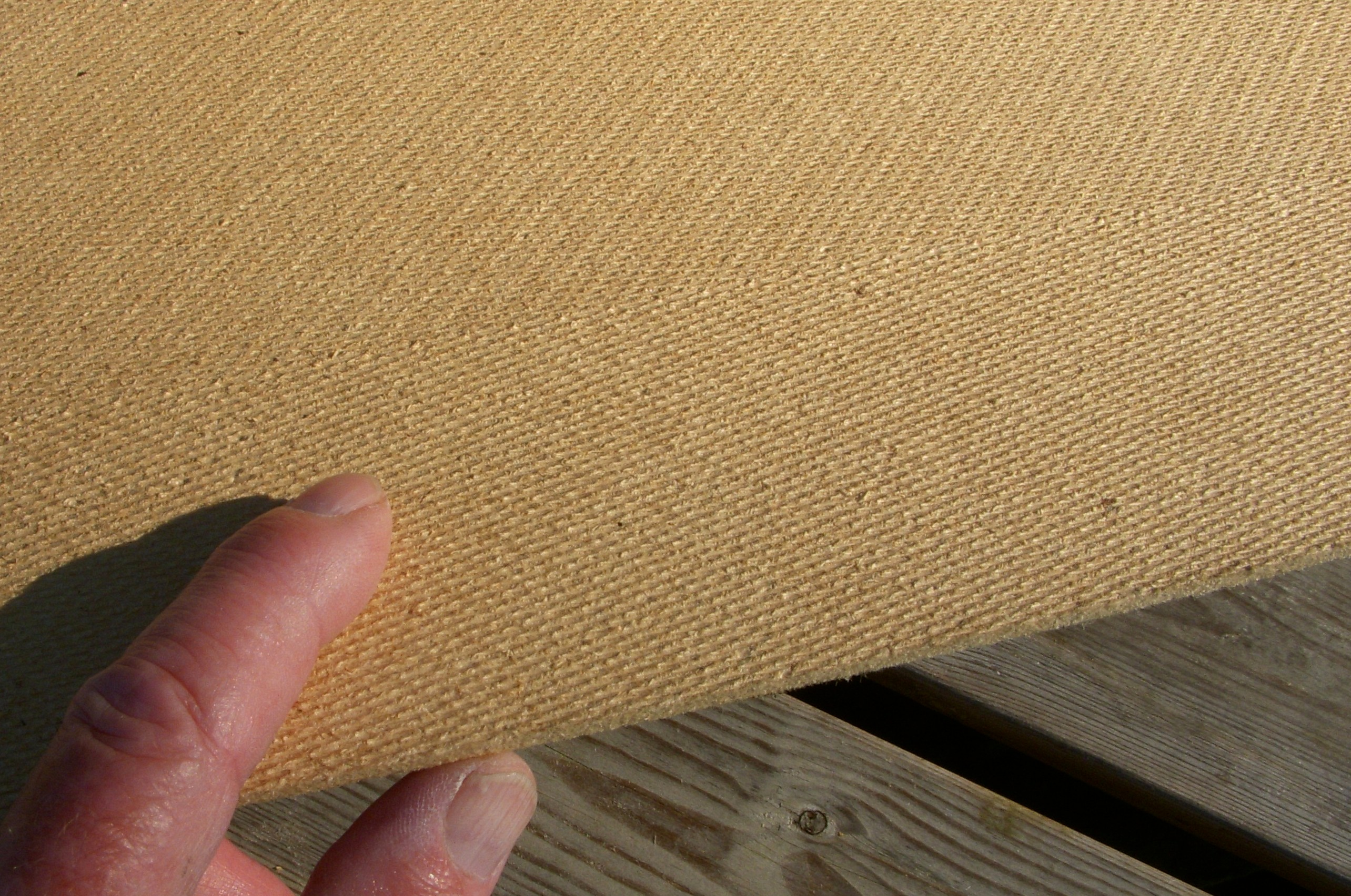
Masonita, 3,4 milímetros (baksidan).

Masonita es un tipo de tablero de fibras de madera altamente comprimida ("Hardboard") y sometida a vapor, empleada para el aislamiento, la instalación de paneles, puertas o tabiques, así como soporte para la pintura. Masonita es la asimilación al español de la palabra inglesa Masonite, que es una marca registrada por Masonite International Corporation.
El nombre del producto procede de su inventor, William H. Mason.

## Historia
Un producto similar al tablero aglomerado (madera prensada) se hizo por primera vez en Inglaterra en 1898 con residuos de papel prensados en caliente. 

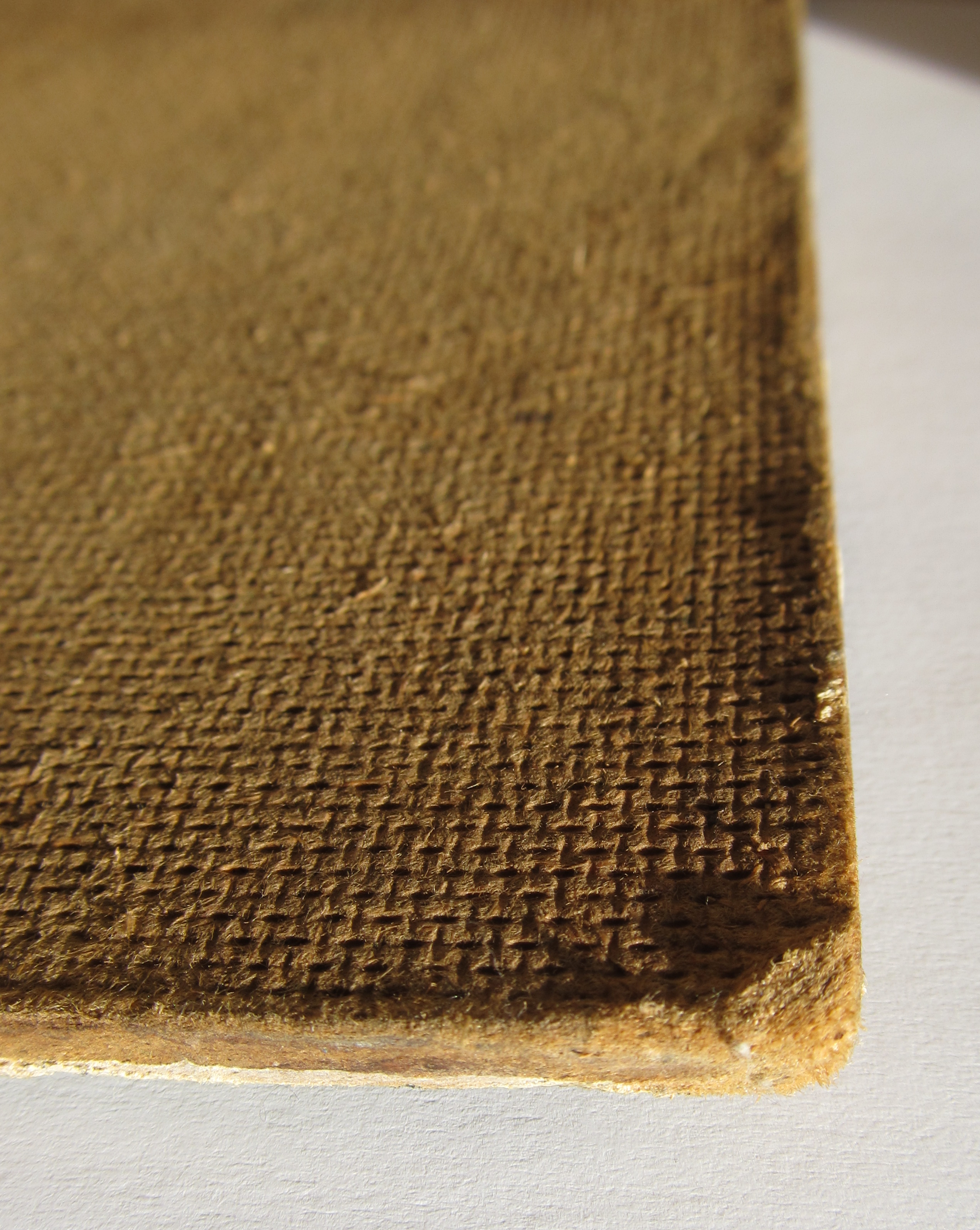
Isorel, с.1920.

 El proceso de fabricación de estos tableros fue patentado en 1924 en la localidad de Laurel, Misisipi, por William H. Mason (investigador, ingeniero e inventor, amigo y protegido del inventor Thomas Edison), que cambió la industria de materiales de construcción para siempre con la invención de una forma de convertir virutas de madera en un material de construcción económico y altamente efectivo, con alta densidad de fibra. 

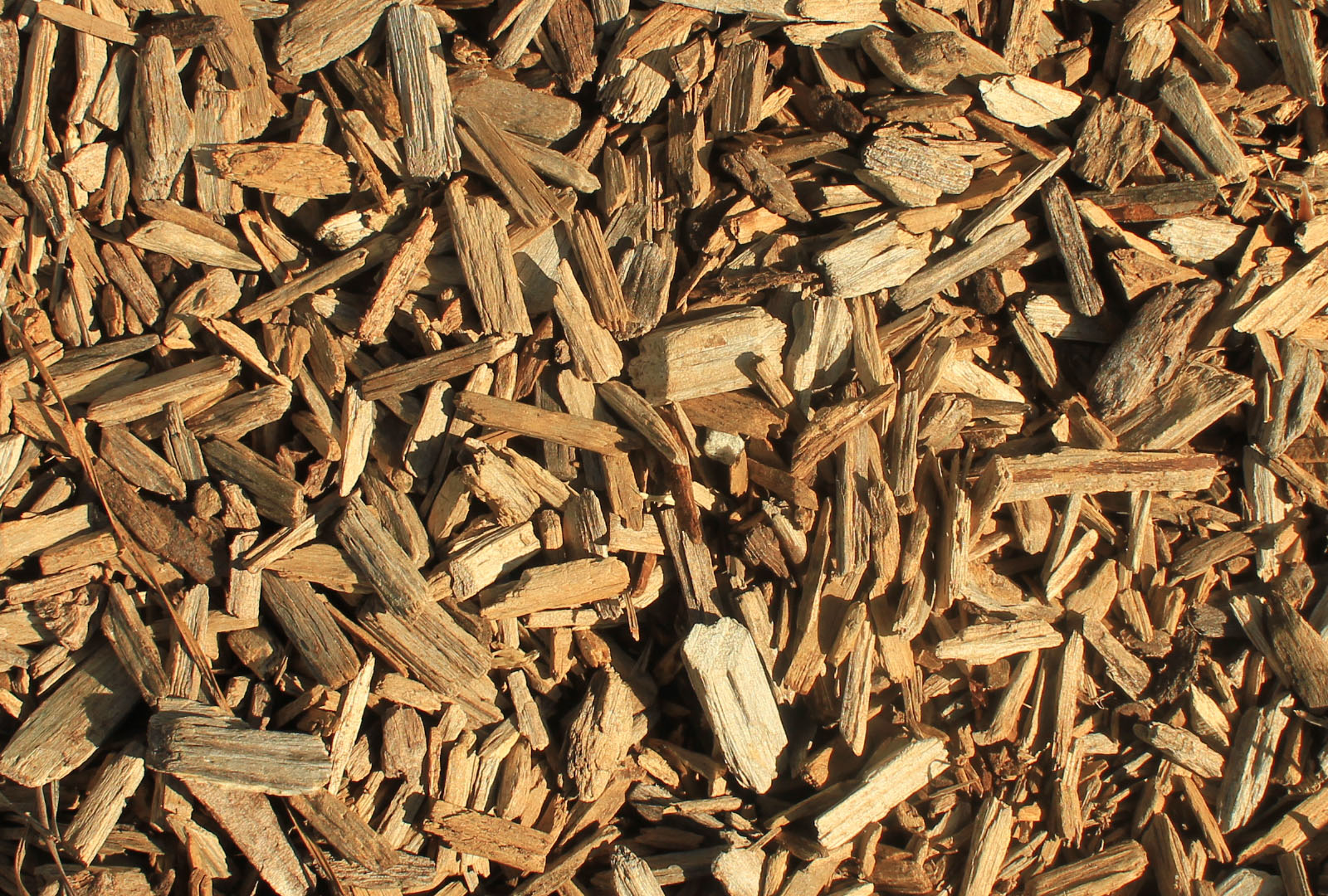
Texturas y patrones de virutas de madera.

 Se utilizan virutas de madera mediante su tratamiento empleando vapor y posterior compactación. Las placas se prensan y se calientan para formar los tableros acabados, sin añadir pegamentos u otros materiales. Las fibras largas del Masonite dan lugar a una alta resistencia a la flexión y a la tracción, aunque no así a las cargas de compresión.
La producción en serie comenzó en 1929. En los años 1930 y 1940, la masonita se utilizó para muchas aplicaciones, incluyendo puertas, techos, paredes, escritorios y canoas. Inclusive, algunas veces se utilizaba para la fachada de casas.

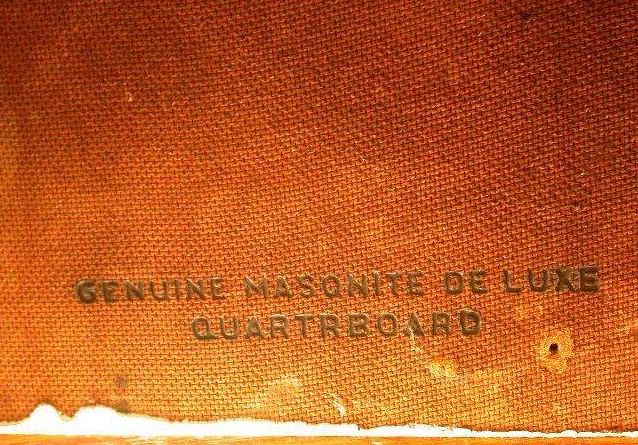
Quartrboard, Masonite CORPORATION, c.1930.

Similarmente, el "tablex duro templado" es ahora un producto genérico fabricado por muchas compañías de productos forestales. La Corporación Masonite entró en el negocio de puertas como proveedor de revestimientos en 1972, y fue comprada en 2001 por Premdor Corporation, un fabricante de puertas, a su antigua matriz International Paper; que ya no suministra tablex duro genérico.

## Usos

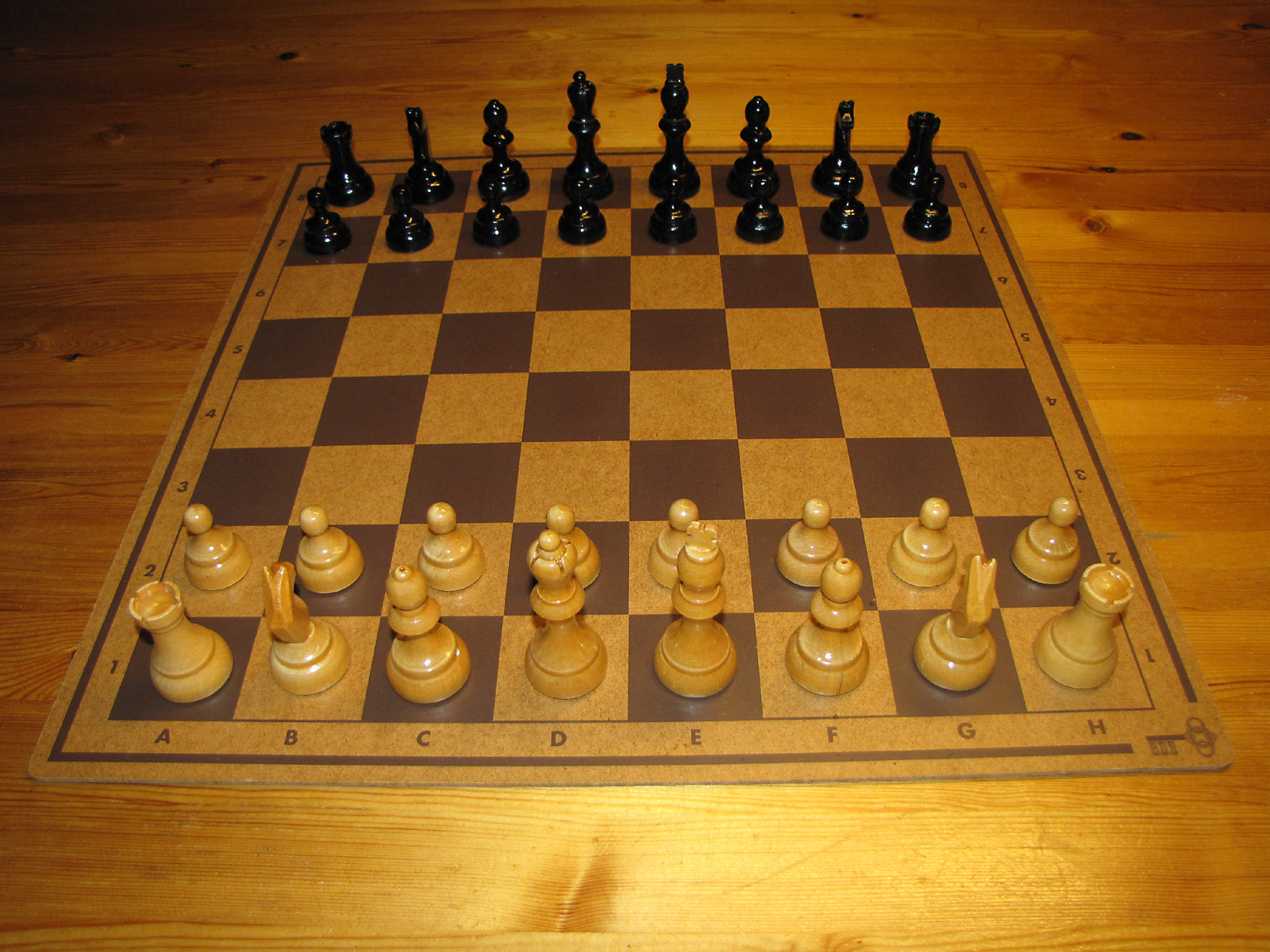
Tablero de ajedrez hecho de masonita.

"A diferencia de la madera sólida, es un material muy homogéneo, sin ningún tipo de grano. Sin embargo, se le puede adherir una chapa de madera para darle la apariencia de la madera maciza. También se pueden superponer chapas de formica y vinilo. Tiene muchos usos como sustrato, pero a diferencia de la madera contrachapada y la madera sólida, no tiene una resistencia estructural significativa. Se utiliza en la construcción, muebles, electrodomésticos, guitarras, automóviles y gabinetes, y es popular entre los pintores de acrílico y al óleo como superficie de pintura debido a su precio económico (aunque debe ser recubierto con yeso o lona antes de su uso). También se utiliza como capa final en la plataforma de los patinetes..."

## Producción
La masonita se forma utilizando el método de Mason, en el que las virutas de madera se desintegran mediante la saturación con vapor a una presión de 100 psi, tras lo que se aumenta la presión de vapor o de aire a 400 psi, y a continuación se libera bruscamente a la presión atmosférica a través de un orificio. Proyectando las placas de fibras sobre una pantalla, los tableros se prensan y se calientan para formar el producto terminado con un acabado bruñido suave (posteriormente, también se utilizó un procedimiento en seco con dos superficies bruñidas). La lignina original de la madera sirve para unir las fibras sin ningún adhesivo añadido. Las fibras largas dan a la masonita una alta resistencia a la tensión de rotura, resistencia a la flexión, densidad y estabilidad. A diferencia de otros paneles compuestos de madera, en la masonita no se utilizan resinas a base de formaldehído para unir las fibras.